# Rennrodel-Weltmeisterschaften 1970
Die 13. Rennrodel-Weltmeisterschaften 1970 fanden am 31. Januar und 1. Februar 1970 in Königssee in Deutschland statt.

## Einsitzer der Frauen
| Platz | Land  | Sportlerin           | Zeit    |
| ----- | ----- | -------------------- | ------- |
| 1     | Polen | Barbara Piecha       | 2:54,90 |
| 2     | BRD   | Christa Schmuck      | 2:55,65 |
| 3     | BRD   | Elisabeth Demleitner | 2:55,66 |
| 4     | DDR   | Anna-Maria Müller    | 2:55,83 |
| 5     | DDR   | Angela Knösel        | 2:56,31 |
| …     |       |                      |         |
| 9     | DDR   | Gisela Kissner       | 2:57,01 |
| 11    | DDR   | Christa Decker       | 2:57,59 |
| 12    | DDR   | Marita Weidenmüller  | 2:57,77 |
| 15    | DDR   | Annelie Darr         | 2:58,45 |

Weitere Reihenfolge
| Platz | Sportlerin          | Land |
| ----- | ------------------- | ---- |
| 6     | Erika Lechner       | ITA  |
| 7     | Angelika Greguletz  | FRG  |
| 8     | Kathy Homstadt      | USA  |
| 9     | Gisela Kissner      | GDR  |
| 10    | Wiesława Martyka    | POL  |
| 11    | Christa Decker      | GDR  |
| 12    | Marita Weidenmüller | GDR  |
| 13    | Anna Mąka           | POL  |
| 14    | Dana Beldova        | CSK  |
| 15    | Annelie Darr        | GDR  |
| 16    | Marta Pavlicova     | CSK  |
| 17    | Ulrike Otto         | FRG  |
| 18    | Yuko Otaka          | JPN  |
| 19    | Mieko Ogawa         | JPN  |
| 20    | Angelika Schafferer | AUT  |
| 21    | Berit Salomonsson   | SWE  |
| 22    | Antonia Mayr        | AUT  |
| 23    | Josette Muraillat   | FRA  |
| 24    | Cäcilia Prantner    | AUT  |
| 25    | Hana Ryšková        | CSK  |
| 26    | Brigitte Kienhofer  | AUT  |
| 27    | Margit Graf         | AUT  |
| DNF   | Ruth Oberhöller     | AUT  |

## Einsitzer der Männer
| Platz | Land       | Sportler          | Zeit    |
| ----- | ---------- | ----------------- | ------- |
| 1     | BRD        | Josef Fendt       | 3:01,60 |
| 2     | Österreich | Josef Feistmantl  | 3:02,05 |
| 3     | DDR        | Wolfgang Scheidel | 3:03,70 |
| …     |            |                   |         |
| 8     | DDR        | Albert Bienert    | 3:04,81 |
| 9     | DDR        | Horst Hörnlein    | 3:04,84 |
| 10    | DDR        | Harald Ehrig      | 3:04,91 |
| …     |            |                   |         |
| 12    | DDR        | Wolfram Fiedler   | 3:05,35 |
| …     |            |                   |         |
| 17    | DDR        | Siegfried Müller  | 3:06,45 |
| …     |            |                   |         |
| 26    | DDR        | Horst Müller      | 3:07,24 |

Weitere Reihenfolge
| Platz | Sportler              | Land |
| ----- | --------------------- | ---- |
| 4     | Leonhard Nagenrauft   | FRG  |
| 5     | Hans Wimmer           | FRG  |
| 6     | Hans Brandner         | FRG  |
| 7     | Manfred Schmid        | AUT  |
| 8     | Albert Bienert        | GDR  |
| 9     | Horst Hörnlein        | GDR  |
| 10    | Harald Ehrig          | GDR  |
| 11    | Peter Reichenwallner  | FRG  |
| 12    | Wolfram Fiedler       | GDR  |
| 13    | Rudolf Schmid         | AUT  |
| 14    | Helmut Thaler         | AUT  |
| 15    | Oswald Haller         | AUT  |
| 16    | Janusz Krawczyk       | POL  |
| 17    | Siegfried Müller      | DDR  |
| 18    | Ryszard Gawior        | POL  |
| 19    | Franz Schachner       | AUT  |
| 20    | Bernhard Aschauer     | FRG  |
| 21    | Emil Lechner          | ITA  |
| 22    | Manfred Stengl        | AUT  |
| 23    | Lucjan Kudzia         | POL  |
| 24    | Janusz Grzemowski     | POL  |
| 25    | Siegfried Mair        | ITA  |
| 26    | Horst Müller          | GDR  |
| 27    | Martin Köck           | FRG  |
| 28    | Paul Hildgartner      | ITA  |
| 29    | Johan Christian Strøm | NOR  |
| 30    | Jozef Matlak          | POL  |
| 31    | Horst Urban           | CSK  |
| 32    | Ernst Mair            | ITA  |
| 33    | Leo Atzwanger         | ITA  |
| 34    | Karl Brunner          | ITA  |
| 35    | Jan Hamřík            | CSK  |
| 36    | Larry Arbuthnot       | CAN  |
| 37    | Karl Feichtner        | ITA  |
| 38    | Bjørn Dyrdahl         | NOR  |
| 39    | Emil Egli             | CHE  |
| 40    | Rupert Heil           | AUT  |
| 41    | Peter Matecha         | CSK  |
| 42    | Stephen Sinding       | NOR  |
| 43    | Jan Nilsson           | SWE  |
| 44    | Montonori Sengoku     | JPN  |
| 45    | Luboš Vymazal         | CSK  |
| 46    | James Murray          | USA  |
| 47    | Josef Nägele          | LIE  |
| 48    | Jack Elder            | USA  |
| 49    | Karl Psenner          | ITA  |
| 50    | Bo Lindberg           | SWE  |
| 51    | Michael Shragge       | CAN  |
| 52    | František Halíř       | CSK  |
| 53    | Kazumasa Ichikawa     | JPN  |
| 54    | Petr Cerny            | CSK  |
| 55    | Robert Rock           | USA  |
| 56    | Serge Barnel          | FRA  |
| 57    | Walter Korrodi        | CHE  |
| 58    | Noel Duru             | FRA  |
| 59    | Kunio Nagashima       | JPN  |
| 60    | Ralph Havens          | USA  |
| 61    | Tsunehiro Nakaya      | JPN  |
| 62    | Frank Jones           | USA  |
| 63    | Miroslav Hamřík       | CSK  |
| 64    | Ladislav Mužík        | CSK  |
| 65    | Ivar Bjare            | SWE  |
| 66    | Sven-Erik Robertson   | SWE  |
| 67    | Alain Grassi          | FRA  |
| 68    | Terry O’Brien         | USA  |
| 69    | Jean-Marc Chapel      | FRA  |
| 70    | Guy Frossard          | FRA  |
| 71    | Albert Filotti        | FRA  |
| 72    | Jorge Roura-Bounet    | ESP  |
| 73    | Gerardo Seelinger     | ESP  |
| 74    | Hans Elnes            | USA  |
| 75    | Richard Cavanaugh     | USA  |
| 76    | José Zazurca          | ESP  |
| 77    | Russell Tapp          | GBR  |
| 78    | Richard Livrsedge     | GBR  |
| 79    | Robert Berkley        | USA  |
| 80    | Jean-Pierre Valentin  | FRA  |

## Doppelsitzer der Männer
| Platz | Land       | Sportler                         | Zeit    |
| ----- | ---------- | -------------------------------- | ------- |
| 1     | Österreich | Manfred Schmid, Ewald Walch      | 1:25,29 |
| 2     | DDR        | Klaus Bonsack, Michael Köhler    | 1:25,55 |
| 3     | DDR        | Horst Hörnlein, Reinhard Bredow  | 1:25,82 |
| 4     | Österreich | Rudolf Schmid, Franz Schachner   | 1:25,90 |
| 5     | BRD        | Hans Brandner, Balthasar Schwarm | 1:25,96 |
| 6     | BRD        | Leonhard Nagenrauft, Hans Wimmer | 1:26,03 |

Weitere Reihenfolge
| Platz | Sportler                          | Land |
| ----- | --------------------------------- | ---- |
| 7     | Paul Hildgartner, Walter Plaikner | ITA  |
| 8     | Karl Brunner, Siegfried Graber    | ITA  |
| 9     | Martin Köck, Albert Ertelt        | FRG  |
| 10    | Rolf Fuchs, Erich Enders          | GDR  |
| 11    | Oswald Haller, Willibald Biechl   | AUT  |
| 12    | Karl Feichter, Erich Graber       | ITA  |
| 13    | Lucjan Kudzia, Janusz Krawczyk    | POL  |
| 14    | Horst Müller, Siegfried Müller    | GDR  |
| 15    | Emil Egli, Walter Korrodi         | CHE  |
| 16    | Ryszard Gawior, Josef Matlak      | POL  |
| 17    | Josef Feistmantl, Josef Unger     | AUT  |
| 18    | František Halíř, Peter Cerny      | CSK  |
| 19    | Emil Egli, Walter Korrodi         | CHE  |
| 20    | Jan Hamřík, Miroslav Hamřík       | CSK  |
| 21    | Larry Arbuthnot, Michael Shragge  | CAN  |
| 22    | Bernhard Aschauer, Hans Widl      | FRG  |
| 23    | Luboš Vymazal, Ladislav Mužík     | CSK  |
| 24    | Serge Barnel, Jean Michel Picat   | FRA  |
| 25    | Horst Urban, Peter Matecha        | CSK  |
| DNF   | Siegfried Mair, Ernst Mair        | ITA  |

## Medaillenspiegel
| Platz | Land       | Gold | Silber | Bronze | Gesamt |
| ----- | ---------- | ---- | ------ | ------ | ------ |
| 1     | BRD        | 1    | 1      | 1      | 3      |
| 2     | Österreich | 1    | 1      | 0      | 2      |
| 3     | Polen      | 1    | 0      | 0      | 1      |
| 4     | DDR        | 0    | 1      | 2      | 3      |